# Lac méromictique
Un lac méromictique est un lac dont les eaux de surface et de profondeur se mélangent moins d'une fois par an, et pour certains moins d'une fois par décennie ou siècle, voire moins souvent encore.

## Vocabulaire
Les termes méromictique et méromicticité ont été inventés par le zoologiste anglo-américain George Evelyn Hutchinson en 1957 dans son Treatise on Limnology.
On parle aussi de durée de la méromicticité, le mélange des couches étant dit mélange diapycnal. Dans un lac méromictique, les compartiments verticaux sont nommés selon leur densité :
- le compartiment inférieur non brassé saisonnièrement est dit monimolimnion, par opposition au compartiment supérieur brassé par le vent et plus oxygéné dit mixolimnion ;
- la limite entre ces milieux est la chimiocline ;
- deux zones intermédiaires de la partie supérieure sont le métalimnion (ou thermocline) et l'hypolimnion.

Outre le manque de prise au vent (éventuellement aggravé par une couche de glace hivernale dans les pays froids), deux facteurs sont souvent en cause : une forte salinité naturelle et/ou une densité accrue des eaux profondes liée à des questions de température/thermocline ou de reminéralisation de la matière organique à partir du fond et de la colonne d'eau. Quand la densité des eaux profondes est significativement plus élevée que la densité des eaux à mi-profondeur dans l'hypolimnion, et qu'il y a peu de source de brassage, les eaux profondes tendent à se stabiliser, ce qui notamment les prive d'oxygène et freine la recirculation profonde liée au mélange saisonnier.

## Typologies
Les plans d'eau méromictiques (lac d'origine glaciaire ou volcanique) sont généralement des lacs profonds et/ou peu étendus, abrités du vent, généralement encastrés entre des parois rocheuses ou des lacs dont les eaux profondes sont fortement salées et plus denses que les eaux de surface (c'est le cas par exemple de la mer Morte qui était méromictique, mais qui semble avoir perdu cette caractéristique à la suite d'un mélange entamé en 1979 et qui s'est poursuivi au début des années 1980). On cherche à mesurer le taux de renouvellement des eaux supérieures et inférieures au moyen du suivi d'un isotope du radium (le radium 226) ainsi que du chlore (le chlore 37) afin de mieux comprendre le cycle d'autres éléments dont le phosphore et l'azote[source insuffisante].
Il se différencie ainsi d'un lac holomictique dont les eaux se mélangent au moins une fois par an et que l'on peut diviser en monomictique si le mélange se produit une fois, dimictique s'il se produit deux fois, polymictique s'il se produit plusieurs fois.
Il peut s'agir aussi de certains lacs de mines ou de carrières (profonds et à faible surface) où des arrivées d'eau très minéralisée peuvent amorcer rapidement un phénomène de méromicticité,,.
Ces lacs ont en commun la particularité d'avoir, dans leurs eaux profondes, de très faibles concentrations en oxygène (inférieures à 1 mg/l) et donc :
- de ne pas permettre le développement d'organismes vivants autres que des bactéries sulfato-réductrices ;
- de ne pas permettre l'oxydation et la décomposition de la matière organique ;

et, par conséquent, par l'étude de prélèvements dans les couches de sédiments, de renseigner sur les différentes végétations, climats, incendies, etc. qu'a connus la région.
Ils ont en revanche l'inconvénient d'accumuler du dioxyde de carbone (CO2) dissous qui peut être libéré soudainement en grande quantité lors d'un tremblement de terre ou d'un glissement de terrain (éruption limnique), gaz qui en se répandant brutalement au ras du sol dans l'atmosphère environnante peut causer la mort d'hommes ou d'animaux comme en 1986 au lac Nyos au Cameroun.

## Conséquences
Le faible taux de renouvellement et de brassage des eaux, qui se traduit par une stabilité inhabituelle de la colonne d’eau, a notamment des conséquences écologiques, hydrauliques (par ex. manque de mouvements de convection sur la colonne d'eau), biogéochimiques et limnologiques, avec parfois de véritables zones mortes, anoxiques, qui peuvent perdurer ou être cycliques. Ces zones mortes abritent des espèces microbiennes adaptées à ce milieu, dont des espèces méthanogènes et sulfato-réductrices productrices de H2S toxique. Sans oxygène dissous, certaines bactéries peuvent en trouver dans les nitrates et les sulfates dissous ou relargués par la nécromasse. Ces biotopes particuliers sont encore incomplètement connus.
Du point de vue physique, les turbulences et la propagation des ondes sont modifiées dans les milieux naturels stratifiés.
En ce qui concerne les risques et dangers, certains fonds anoxiques (dont celui du lac Pavin en France) « représentent un danger d’éruption gazeuse en raison de l’accumulation de gaz dissous au fond et doivent être surveillés », d'autant plus que dans « le contexte actuel de réchauffement climatique, les plans d’eau continentaux tendent à évoluer vers la méromicticité. »
Parfois, ces gaz biogéniques ou d'origine géologique sont piégés au fond par la pression hydrostatique du mixolimnion et, à certaines occasions, peuvent brutalement remonter sous forme de bulles ou d'éruption limnique asphyxiantes (de CO2, H2S et CH4). C'est ainsi qu'en 1986 une éruption de gaz (CO2, a priori) a asphyxié 1 700 personnes et de nombreux animaux autour du lac Nyos au Cameroun.

## Différents lacs méromictiques

### Afrique
- Lac Nyos et lac Monoun au Cameroun
- Lac Kivu à la frontière entre la république démocratique du Congo et le Rwanda

### Amérique du Nord

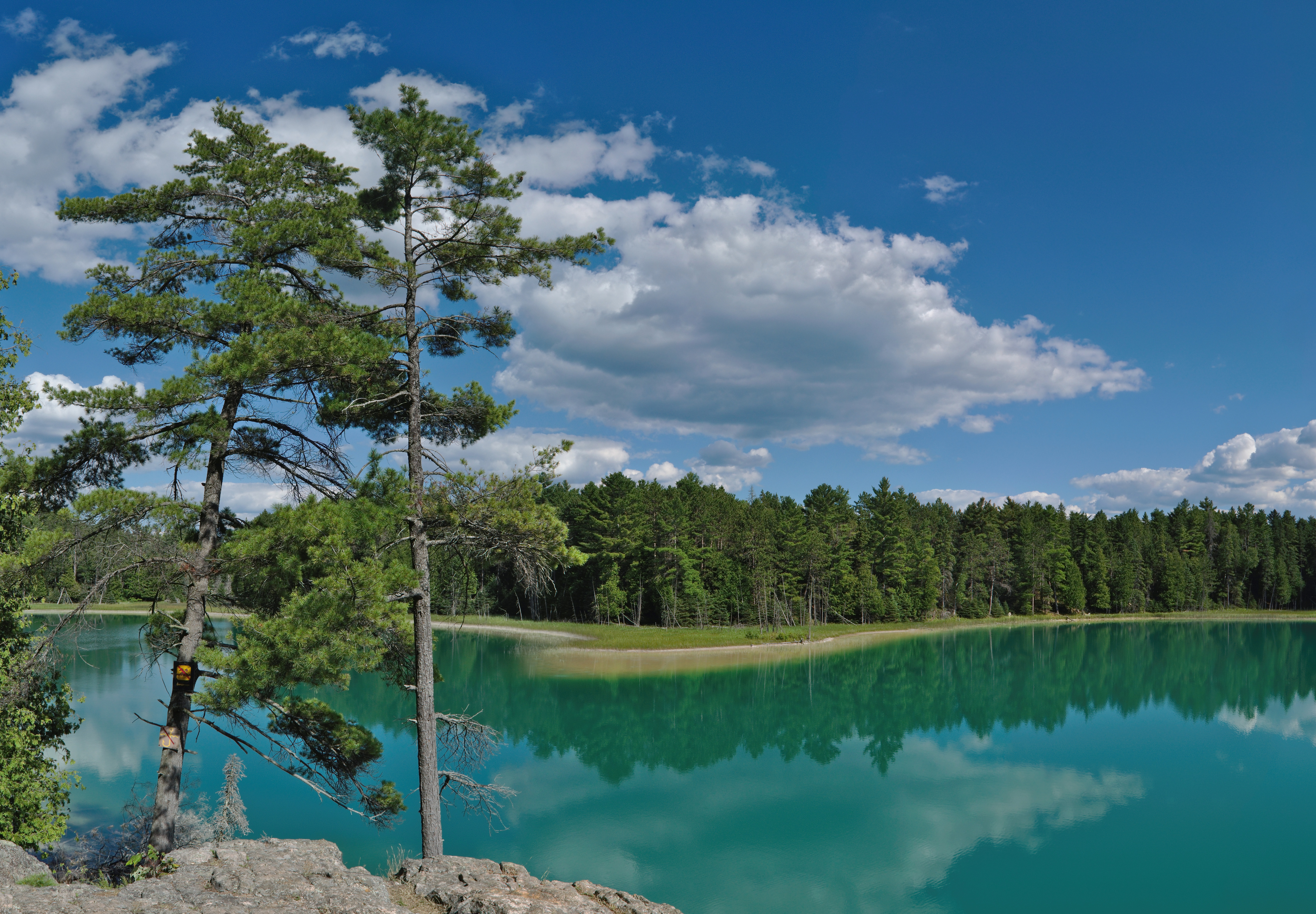
Le lac McGinnis en Ontario (Canada), vu en août 2016.

- Lac Soap dans l'État de Washington
- Lac Green (en) et lac Round, dans le parc Green Lakes State (en), à 13 km à l'est de Syracuse dans l'État de New York
- Lac Ballston (en), à 30 km au nord-nord-ouest d'Albany, dans l'État de New York
- Lac Crawford près de Milton, en Ontario
- Lac Pink dans le parc de la Gatineau, au Québec
- Lac McGinnis dans le parc provincial Petroglyphs, en Ontario
- Lacs Mahoney (en) et Okanagan dans la vallée Okanagan, en Colombie-Britannique
- La baie Irondequoit (en) (Rochester, État de New York) est aussi considérée comme méromictique. L'utilisation de sel sur les routes est considérée comme la principale cause de cette situation.

### Antarctique
- Lac Vanda dans la dépendance de Ross

### Asie
- Lac Pantai Keracut (Keracut Beach), Parc national de Penang, au nord-ouest de l'île de Penang, en Malaisie
- La mer Noire[réf. nécessaire]

### Océanie
- Lac Fidler (en), en amont du fleuve Gordon en Tasmanie, en Australie
- Lac Lalolalo à Wallis-et-Futuna[10]

### Europe
- En France : lac Pavin (Puy-de-Dôme). Le lac du Bourget et le Léman se rapprochent de cette catégorie mais leur monimolimnion n'est pas totalement anoxique. Des doutes existent pour les lacs Chauvet (Puy-de-Dôme) et d'En-Haut (La Godivelle, Puy-de-Dôme) ainsi que pour le gour de Tazenat (Puy-de-Dôme).
- En Italie : lacs de Monticchio (en) au mont Vultur.
- En Norvège : lacs Salvatnet, Kilevann (no), Tronstadvatn (no), Lac Byrkjelandsvatnet (en), Rørholtfjorden (no), Botnvatnet (no), Rørhopvatnet (no) et Strandvatnet (no).
- En Suisse : au Tessin dans le val de Piora (de), le lac de Cadagno (en) (méromictique crénogénique : dû à l'apport d'eau salé par des sources sous-lacustres) et anciennement le lac de Ritom (en) avant la construction du barrage datant de la Première Guerre mondiale.